# Luisa Fons
Luisa Fons Ruíz, o Luisa Fons de Calvera, (Valencia, 9 de marzo de 1867-Barcelona, 17 de febrero de 1925) fue una soprano española, cantante de ópera y zarzuela. 

## Trayectoria
Fue hija de Adolfo Fons, profesor de música alicantino, que le ayudó a dar sus primeros pasos en el ámbito musical. Se instaló en Madrid en 1879 para continuar sus estudios musicales con el compositor José Inzenga en la Escuela Nacional de Música y Declamación. En 1881, con 14 años, actuó en el Círculo de Bellas Artes frente a algunos de los grandes referentes artísticos de la capital, tales como el compositor Emilio Arrieta o el violinista Jesús de Monasterio, entre otros, e interpretó un aria de Rosina del El barbero de Sevilla, del compositor italiano Gioachino Rossini. Además, ese mismo año, se presentó en el Conservatorio ante la reina Isabel II, interpretando la romanza L'amore funesto, de Gaetano Donizetti. 
En septiembre de 1889, se casó con el profesor de orquesta José Calvera. A partir de ese momento, comenzó a ser conocida como Luisa Fons de Calvera. En octubre de ese mismo año, representó, de nuevo, el papel de Rosina en el Teatro Tívoli de Barcelona. Participó en la interpretación de este título y, a lo largo de su carrera, también interpretó otras piezas que tuvieron una buena acogida, como Mignon, La traviata, o Lucía de Lammermoor. Tras seis años de carrera, se había presentado en la mayoría de teatros de España y en algunas localidades del extranjero, como Barcelona, Alicante, Francia, Italia, Buenos Aires, Madeira o Gibraltar.
Una vez consolidada su carrera, dejó de participar en la ópera italiana para centrarse principalmente en el teatro lírico español, especialmente en la interpretación de zarzuela y ópera española. Su labor como tiple fue valorada tanto por el público madrileño como por el de otros lugares. Actuó también en varios teatros de América del Norte.
Al concluir su carrera artística, se trasladó a Barcelona, donde falleció el 17 de febrero de 1925.

## Reconocimientos
En 1881, Luisa Fons Ruíz recibió el premio instituido por la cantante sueca Cristina Nilsson y completado por Manuel M. de Santa Ana. Este reconocimiento se otorgaba a la alumna más sobresaliente de la Escuela de Música y Declamación cuyos recursos económicos fueran insuficientes. El importe percibido en esta ayuda ascendía a 6.000 reales. 
Al año siguiente, en 1882, tres años después de su llegada a Madrid, fue galardonada con el primer premio de Canto del Conservatorio de Madrid. Como resultado de este reconocimiento, fue seleccionada en 1883 para debutar en el Teatro Real. Esta oportunidad se enmarcó en una cláusula del contrato de arrendamiento del teatro, que estipulaba la obligación de incluir en su programación a una alumna premiada del conservatorio. Así, debutó el 6 de marzo de 1884 interpretando el papel de Rosina en la ópera Il barbiere di Siviglia, junto al tenor italiano Angelo Masini.